# Huamango

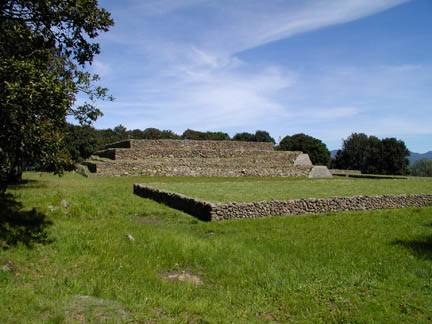
Huamango – rekonstruierte Stufenpyramide

Huamango ist eine präkolumbianische Ausgrabungsstätte im Nordwesten des zentralmexikanischen Bundesstaats México.

## Lage
Huamango lag an einem alten Verkehrsweg vom zentralmexikanischen Hochland in den Norden des Landes knapp 140 km (Fahrtstrecke) nordwestlich der Hauptstadt Mexiko-Stadt in einer Höhe von ca. 2850 m. Nächstgrößerer Ort ist das ca. 6,5 km südöstlich gelegene Acambay mit etwa 4.000 Einwohnern.

## Geschichte
Der Ort Huamango war in der Zeit von ca. 900 bis 1300 n. Chr. besiedelt. Keramikfunde lassen darauf schließen, dass zunächst wohl der Stamm der Otomí die Herrschaft innehatte; später stand der Ort wahrscheinlich unter dem politischen und kulturellen Einfluss der etwa 70 km östlich gelegenen Stadt Tula. Zur Zeit des militärisch-politischen Aufstiegs der Azteken im 15. Jahrhundert war die Stätte bereits verlassen, so dass auch die Spanier dem Ort keinerlei Beachtung schenkten. Um die Mitte des 20. Jahrhunderts wurde er wiederentdeckt und in den 1970er Jahren von den Archäologen Román Piña Chán und William Folan erforscht und teilweise rekonstruiert.

## Archäologische Stätte
Die ehemals von ca. 2 m hohen Mauern umschlossene archäologische Stätte besteht aus mehreren Terrassen mit Bauwerksresten. Am interessantesten ist eine heute dreigeschossige ehemals verputzte Stufenpyramide mit ca. 40 × 40 m Grundfläche; der ehemals wohl darauf ruhende  Tempel ist verschwunden.